# Тайное общество мистера Бенедикта
«Таинственное общество Бенедикта» (англ. The Mysterious Benedict Society) — американский детективно-приключенческий телесериал, основанный на детских книгах Трентона Ли Стюарта. В сериале главную роль играет Тони Хейл в роли мистера Бенедикта, который собирает четырёх детей, чтобы остановить глобальную чрезвычайную ситуацию. Хейл также изображает брата-близнеца Бенедикта, мистера Гардина, который является основателем школы, в которую проникают дети. Премьера сериала состоялась на Disney+ 25 июня 2021 года и состоит из восьми эпизодов. В сентябре 2021 года сериал был продлен на второй сезон. Премьера второго сезона из двух эпизодов состоялась 26 октября 2022 года.

## Сюжет
Десятки детей откликаются на необычное объявление в газете. Их тестируют и выясняется, что сложнейшую проверку прошли четверо: Рейни, Кейт, Гвоздик и Констанс (в исполнении российской актрисы Марты Кесслер). Оказывается, их отобрал загадочный и эксцентричный мистер Бенедикт, потому что только они способны предотвратить заговор с глобальными последствиями. С помощью своих уникальных способностей, помешать гениальному безумцу поработить весь мир.